# Emiliano Zapata (Morelos)
Emiliano Zapata é um município do estado de Morelos, no México. Foi nomeado em nome de Emiliano Zapata, herói nacional e regional.